# Priscacara
Priscacara (Syn.: Cockerellites) war ein vor 50 Millionen Jahren im Eozän lebender barschverwandter Knochenfisch. Er wurde erstmals 1877 von Edward Drinker Cope beschrieben. Fossilien wurden vor allem in der Green-River-Formation in Wyoming, aber auch am Horsefly Creek in British Columbia gefunden. 

## Merkmale
Priscacara hatte eine Körperlänge von etwa 15 Zentimeter. Es wurden jedoch auch kleinere nur drei Zentimeter lange Exemplare gefunden, in Ausnahmefällen auch Exemplare mit mehr als 15 Zentimetern. Priscacara hatte einen ovalen, oft fast runden, seitlich abgeflachten Körper. Der Kopf war breit, die Augen groß. Der Kiefer war kurz und besaß kleine, scharfe Zähne. Die erste Rückenflosse wurde von Flossenstacheln gestützt, die zweite von verzweigten Weichstrahlen. Die Afterflosse war rundlich und wurde von drei Flossenstacheln und von verzweigten Weichstrahlen gestützt. Die Rückenflossenstacheln sind im Querschnitt nicht rund, sondern weisen auf der hinteren Seite eine V-förmige Kerbe auf, ein Merkmal, das heute bei Fischen mit giftführenden Flossenstacheln gefunden wird.
Es werden zwei Arten unterschieden, Priscacara liops, der 12 bis 13 Flossenstacheln in der ersten Rückenflosse hatte und Priscacara serrata, dessen etwas kürzere ersten Rückenflosse von 9 bis 10 Flossenstacheln gestützt wurde. Priscacara war ein Süßwasserfisch und lebte in Seen und Bächen.

## Systematik
Priscacara wurde von einigen Autoren den Dorschbarschen (Percichthyidae) zugeordnet, eine Barschfamilie, die heute in Nordamerika nicht mehr vorkommt. Andere stellten für die Gattung die Familie der Wyomingbarsche (Priscacaridae) auf, oder nahmen eine verwandtschaftliche Beziehung zu den Buntbarschen (Cichlidae) an. Eine Studie aus dem Jahr 2010 kommt zu dem Ergebnis, dass sie bei den Wolfsbarschen (Moronidae) einzuordnen sind.